# میومیر کتسمانوویچ
میومیر کتسمانوویچ (سیریلیک صربی: Миомир Кецмановић؛ زادهٔ ۳۱ اوت ۱۹۹۹) تنیس‌باز اهل صربستان است.